# بزگوش
بزگوش، روستایی از توابع بخش مرکزی شهرستان خوی استان آذربایجان غربی ایران است.

## جمعیت
این روستا در دهستان رهال قرار داشته و بر اساس سرشماری سال ۱۳۸۵ جمعیت آن ۱۷۷ نفر (۴۱ خانوار)
بوده‌است.